# Lysiana filifolia
Lysiana filifolia är en tvåhjärtbladig växtart som beskrevs av B.A. Barlow. Lysiana filifolia ingår i släktet Lysiana och familjen Loranthaceae. Inga underarter finns listade i Catalogue of Life.